# Oberweißbach/Thür. Wald
Oberweißbach/Thür. Wald, Oberweißbach/Thüringer Wald – dzielnica miasta Schwarzatal w Niemczech, w kraju związkowym Turyngia, w powiecie Saalfeld-Rudolstadt, we wspólnocie administracyjnej Schwarzatal. Do 31 grudnia 2018 jako miasto siedziba wspólnoty administracyjnej Bergbahnregion/Schwarzatal.